# Park Ha-na
Park Ha-na (25 de julio de 1985) es una actriz de Corea del Sur. 

## Biografía
En julio del 2019 anunció que estaba saliendo con un doctor de medicina tradicional coreana, sin embargo en septiembre del mismo año anunció que había terminado su relación después de un año.

## Carrera
Park debutó en 2003 como miembro del grupo ídolo FUNNY. Desde entonces realizó la transición a la actuación, obteniendo su primer protagónico en Apgujeong Midnight Sun (2014).
En abril de 2019 se anunció que se había unido al elenco de la serie The Great Show, donde da vida a Kim Hye-jin, una ambiciosa y fría mujer que se convierte en la principal presentadora de noticias antes que sus compañeros con más años de experiencia y que sueña con alcanzar posiciones más poderosas.

## Filmografía

### Películas
| Año  | Título             | Rol                                  |
| ---- | ------------------ | ------------------------------------ |
| 2012 | Love Fiction       | aeromoza 1                           |
| 2013 | Steal My Heart     | repartidora en la casa de Lee Ho-tae |
| 2015 | Mongolian Princess | Park Ha-na                           |
| 2018 | The Closed Ward    | Hui Su                               |

### Series de televisión
| Año     | Título                          | Rol                       | Canal         | Ref.   |
| ------- | ------------------------------- | ------------------------- | ------------- | ------ |
| 2012    | Ms Panda and Mr Hedgehog        | Park Ha-na                | Channel A     |        |
| 2012    | Twelve Men in a Year            |                           | tvN           |        |
| 2013    | Pots of Gold                    | Asistente del Mánager Kim | MBC           |        |
| 2013    | Two Weeks                       | Jang Young-ja             | MBC           |        |
| 2013    | Miss Korea                      | Han So-jin                | MBC           |        |
| 2013    | Empress Ki                      | Woo-hee                   | MBC           | [ 5 ]  |
| 2014    | Apgujeong Midnight Sun          | Baek Ya/Baek Seon-dong    | MBC           |        |
| 2015    | Drama Special "Red Moon"        | Lady Hyegyeong            | KBS2          | [ 6 ]  |
| 2016    | The Promise                     | Jang Se-jin               | KBS2          | [ 7 ]  |
| 2016    | Drama Special "Home Sweet Home" | Son Ji-ah                 | KBS2          |        |
| 2016    | Still Loving You                | Kim Bit-na                | KBS1          | [ 8 ]  |
| 2017    | Girls' Generation 1979          | Hong Do-hwa               | KBS2          | [ 9 ]  |
| 2017    | Unexpected Heroes               | No Deul-hee               | Naver TV Cast |        |
| 2018    | Mysterious Personal Shopper     | Hong Se-yeon              | KBS2          | [ 10 ] |
| 2019    | Love in Sadness                 | Yoon Ma-ri (Cameo)        | MBC           | [ 11 ] |
| 2019    | The Great Show                  | Kim Hye-jin               | tvN           |        |
| 2020    | Fatal Promise                   | Cha Eun-dong              | KBS2          |        |
| 2020    | Mystic Pop-up Bar               | Song Mi-ran               | JTBC          |        |
| 2021    | Drama Special - "Hee Soo"'      | Kim Sang-mi               | KBS2          | [ 12 ] |
| 2021-22 | Young Lady and Gentleman        | Jo Sa-ra                  | KBS2          | [ 13 ] |

### Espectáculos de variedades
| Año  | Título              | Red  | Rol                                          |
| ---- | ------------------- | ---- | -------------------------------------------- |
| 2016 | King of Mask Singer | MBC  | (ep. #67), Concursante con "SOS Sea Rescuer" |
| 2020 | Running Man         | SBS  | (ep. #488), invitada                         |
| 2020 | Knowing Bros        | JTBC | (ep. #230), invitada                         |

## Discografía
| Año  | Título               | Notas                              |
| ---- | -------------------- | ---------------------------------- |
| 2012 | "El Amor Se Detiene" | para Ms Panda y el Señor Erizo OST |

## Premios y nominaciones
| Año  | Premio                                      | Categoría             | Nominado trabajo            | Resultado | Ref.   |
| ---- | ------------------------------------------- | --------------------- | --------------------------- | --------- | ------ |
| 2015 | 10th Asia Model Festival Awards             | Estrella revelación   | —                           | Ganadora  | [ 15 ] |
| 2018 | Excellence (daily drama)                    | KBS Drama Award       | Mysterious Personal Shopper | Ganadora  | [ 16 ] |
| 2020 | Excellence Award – Actress in a Daily Drama | 34th KBS Drama Awards | Fatal Promise               | Ganadora  | [ 17 ] |